# Днестровец
Днестровец (укр. Дністровець) — село, относится к Окнянскому району Одесской области Украины.
Население по переписи 2001 года составляло 109 человек. Почтовый индекс — 67951. Телефонный код — 4861. Занимает площадь 0,47 км². Код КОАТУУ — 5123183403.

## Местный совет
67952, Одесская обл., Окнянский р-н, с. Рымаровка